# Фуллофауд

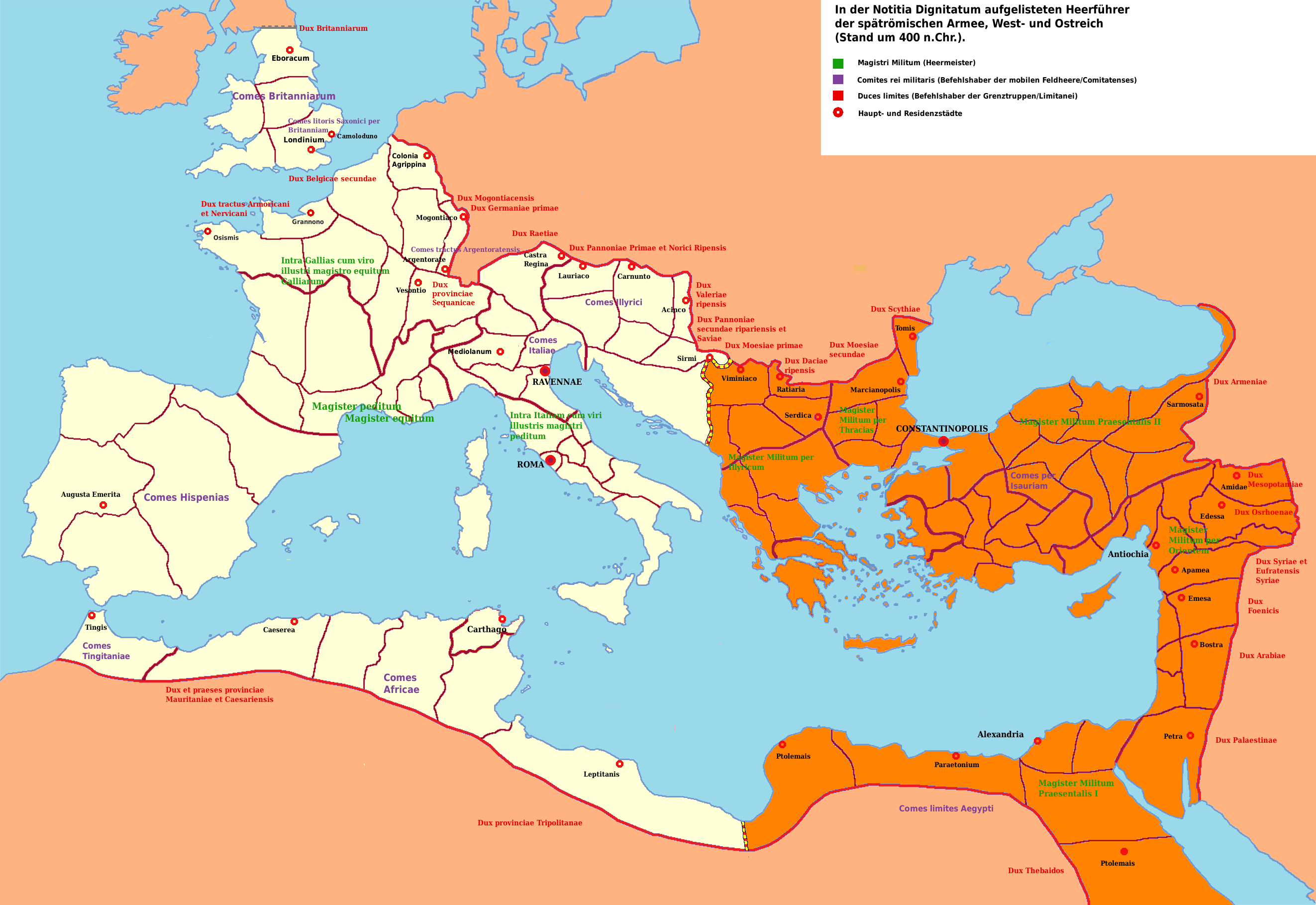
Зоны ответственности римских военачальников на начало V века.

Фуллофауд, также иногда Фуллофавд (лат. Fullofaudes; ? — не ранее 367) — высокопоставленный военачальник поздней Римской империи, обычно идентифицируемый как дукс Британии. Являлся одним из триады офицеров, со времён реформ Константина Великого отвечавших за оборону провинции Британия, наряду с комитом Британии и комитом Саксонского берега. В его подчинении находилась северная часть острова, пограничная с непокорённой Каледонией, и вал Адриана.
Упоминается в небольшом фрагменте «Деяний» Аммиана Марцеллина. Согласно ему, Фуллофауд, как и другой командир, Нектарид, пал жертвой Великого заговора. Хотя достоверных сведений о его судьбе не имеется — Марцеллин говорит лишь о том, что Фуллофауд «попал в засаду» — с большой вероятностью он погиб или был убит позднее; по мнению Яна Хьюза, это случилось не в самой Британии, а на побережье Галлии. Во всяком случае, считается, что его преемником на посту дукса Британии стал Дульциций, вызванный по просьбе Феодосия.